# رئیس‌جمهور اتریش

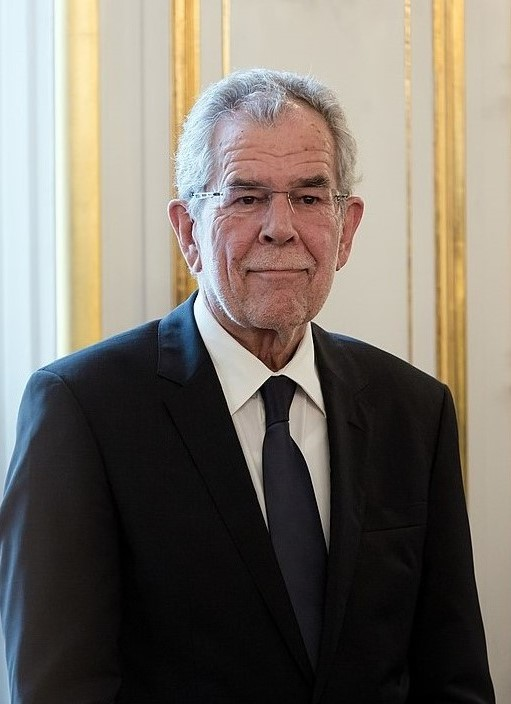
رئیس‌جمهور کنونی اتریش

رئیس‌جمهور اتریش (به آلمانی Österreichischer Bundespräsident) رئیس کشور اتریش است که برای مدت شش سال با رای مستقیم شهروندان اتریشی انتخاب می‌شود. در ماه مه سال ۲۰۱۶ الکساندر فن در بلن به عنوان رئیس‌جمهور منتخب اتریش انتخاب شد. وی از ژانویه سال ۲۰۱۷ فعالیت خود را به عنوان رئیس‌جمهور اتریش آغاز کرد.

## وظایف و اختیارات
- امضای قوانین و مصوبات پارلمان
- عزل و نصب دولت
- فرماندهی کل نیروهای مسلح
- عفو و تخفیف مجازات
- انتصاب قضات و افسران